# Audi 100 II
Cet article concerne la deuxième génération de l’Audi 100. Pour des informations générales sur l’Audi 100, consultez Audi 100.
L'Audi 100 C2 est un véhicule de la catégorie grande routière d'Audi NSU Auto Union AG, qui a été produit à partir de 1976 en tant que successeur de l'Audi 100 C1.
Le tout nouveau véhicule (également connu en interne sous le nom de Type 43) a été présenté à la presse en août 1976. Avec les nouveaux moteurs cinq cylindres, ce modèle a clairement montré l'influence du directeur de la technologie d'Audi, Ferdinand Piëch. En plus des premiers modèles Avant, qui ont été présentés en 1977, Audi a présenté le premier modèle à moteur diesel cinq cylindres dans la C2. Les puissants modèles turbo cinq cylindres ont été présentés à l'IAA de 1979, mais ils étaient commercialisés sous le nom d'Audi 200.
Après près de 900 000 unités produites, la C2 a été remplacée en 1982 par l'Audi 100 C3 avec une nouvelle carrosserie plus aérodynamique.

## Historique du modèle

### Général

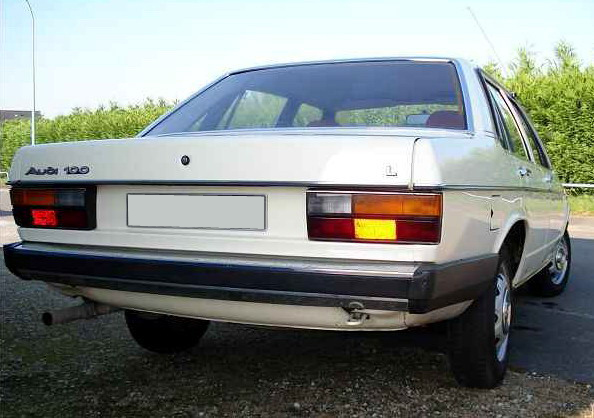
Vue arrière

Par rapport à sa prédécesseur, dont environ 880 000 unités ont été fabriquées en huit ans environ, l'Audi 100 C2 a été entièrement repensée. La première Audi 100 C1 était souvent perçue comme une «Mercedes par procuration», qui se situait sous la Mercedes-Benz W114/115, aussi appelée «/8». La nouvelle Audi 100 C2 rivalisait désormais dans la catégorie grande routière contre la Mercedes-Benz Type 123 et la BMW E12.
Contrairement à sa prédécesseur, initialement conçue pour le marché européen, la nouvelle Audi 100 devait être une gamme de véhicules pouvant être utilisée dans le monde entier et de différentes manières, car ses développeurs ont défini cela comme objectif de développement. Car entre-temps, le potentiel du marché américain était également devenu pertinent pour Audi. Des éléments essentiels de l'architecture de la plate-forme de la C2 étaient encore existant dans la C4 de 1990.
Les spécifications de la C2 ont été adoptées en avril 1974 : la nouvelle Audi devait remplacer le modèle précédent, la VW K70 et la Volkswagen Type 4, et également combler le vide de la Ro 80 - la dernière NSU devait expirer en 1977. Après tout, le nouveau modèle haut de gamme du groupe Volkswagen avait déjà été conçu pour l'utilisation de moteurs à pistons alternatifs et du nouveau moteur rotatif, le KKM 871. Fin 1974, la conception a été finalisée.
La C2 avait une carrosserie généreuse avec un coefficient de traînée favorable de 0,42 et un faible poids à vide pour cette catégorie de véhicule. Contrairement à sa prédécesseur, aucun coupé n'a été proposé, mais une berline à hayon, l'"Audi 100 Avant", a été lancée plus tard. Un break classique était en cours de développement, mais il n'a finalement pas été mis sur le marché. Les plans visant à mettre sur le marché le modèle Avant en tant que Volkswagen full-size ont finalement été abandonnés en 1975.
Pour le marché américain, le modèle précédent, la C1, a été fabriqué sur la même chaîne que la C2 à Neckarsulm pendant une année entière jusqu'à l'été 1977, car pour la successeur du marché américain, l'Audi 5000, l'homologation avec la législation américaine stricte pour les émissions et la sécurité n'était pas encore terminée.

### Conception
La forme de la carrosserie a été conçue par Hartmut Warkuß, qui était responsable de la conception de nombreux véhicules Audi et Volkswagen jusqu'aux années 1990. La C2 avait une forme monolithique qui, avec ses nombreuses lignes droites et angles droits, donnait une impression froide, presque austère. La soi-disante «ligne Toronado», qui divise le flanc latéral et fait apparaître un centre de gravité optiquement profond, était un élément de conception de la nouvelle Audi 100. Comme pour la NSU Ro 80, les véhicules quatre portes étaient dotés de fenêtres arrière triangulaires typiques du design Audi. Les petites vitres avant et arrière étaient collées dans la carrosserie. La procédure était assez nouvelle à l'époque; L'un des avantages est que les vitres deviennent des éléments stabilisateurs de la carrosserie.
L'intérieur a été conçu par le designer de la Ro 80, Claus Luthe, et la palette de couleurs modernes, pour les années 1970, avec des tons marron, bleu, orange et vert a été développée en collaboration avec l'architecte munichois Paolo Nestler. Il était également responsable du fait qu'aucun rouge fort n'était initialement disponible ("Le rouge crée des stimuli d'agression évitables"). L'idée de base était de protéger le conducteur des contrastes de couleurs criards et de se concentrer davantage sur des couleurs d'apparence naturelle. Non seulement les tissus étaient de couleur coordonnée, mais aussi les garnitures intérieures, le tableau de bord, les tapis de sol et même le déflecteur du volant.
Les bouches d'aération à large bande avec climatisation entièrement intégrée qui sont situées sur toute la largeur de l'intérieur reviennent directement à la demande de Ferdinand Piëchs pour un air frais sans courants d'air : ce concept a également trouvé sa place beaucoup plus tard dans la Volkswagen Phaeton et cela est finalement devenu une caractéristique de conception déterminante à l'intérieur de toutes les Audi ces dernières années. En résumé, on peut dire qu'avec le design de la C2, Audi s'était très clairement émancipée des gènes Daimler de sa prédécesseur, la C1 : depuis sa relance en 1965, Audi avait trouvé son propre style en absorbant des éléments de design de la NSU Ro 80.

### Styles de carrosserie
La berline quatre portes est apparue pour la première fois en août 1976. À partir de février 1977, la version deux portes est également disponible, mais la demande est faible. En septembre 1977, l'Avant est apparue avec un grand hayon, mais elle est plus courte que la berline à malle. Son arrière est similaire à celui de la Volkswagen Passat de première et deuxième génération.

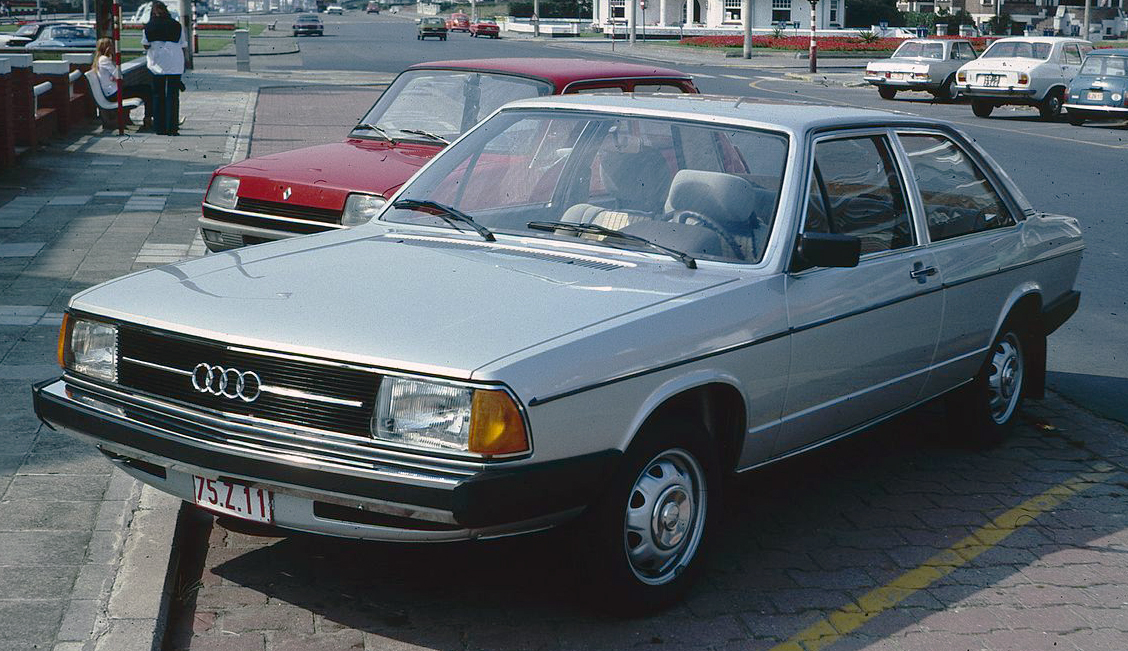
Audi 100 deux portes (1977–1979)
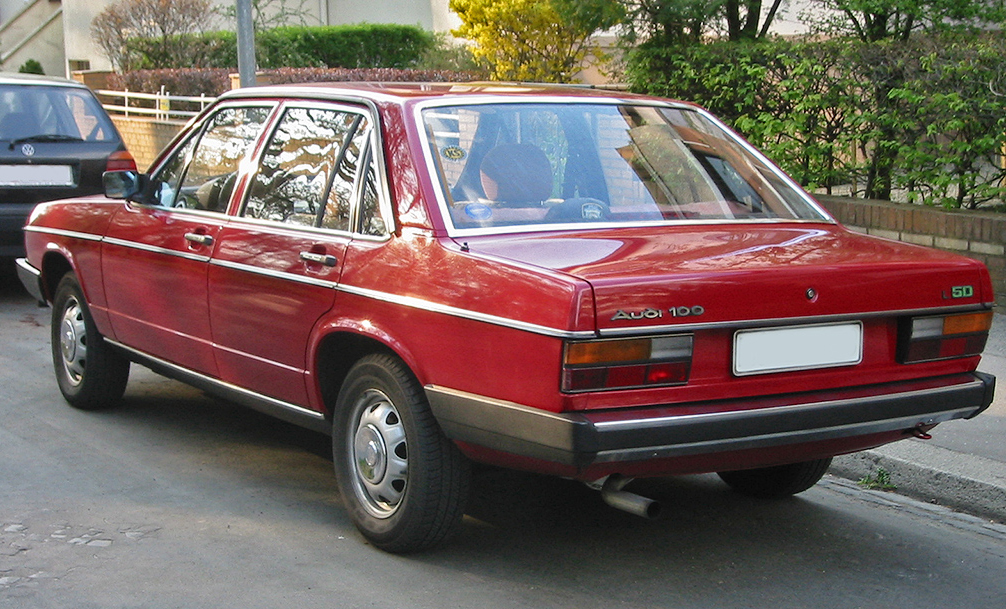
Audi 100 5D (1978)
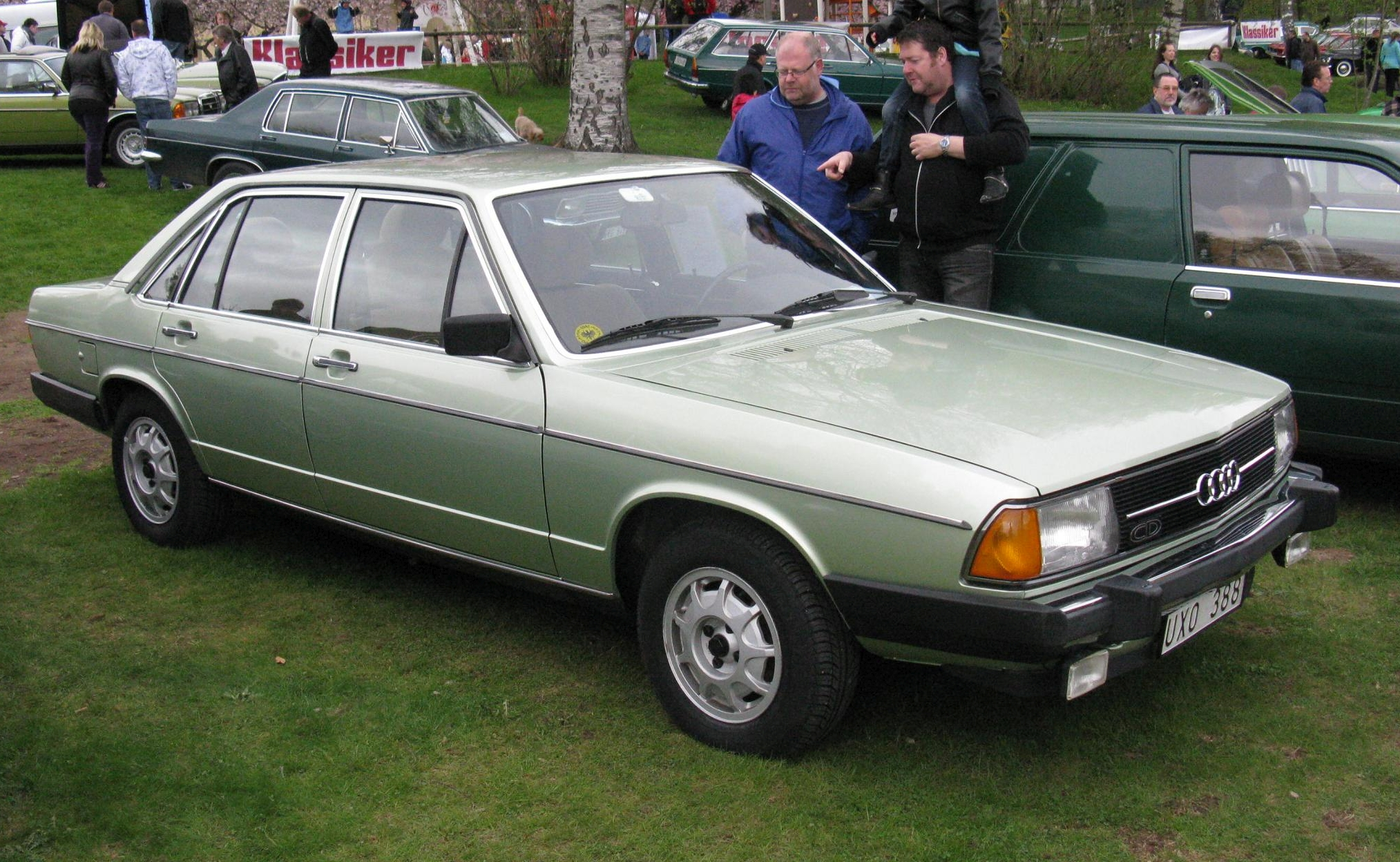
Audi 100 CD 5E (1978–1979)
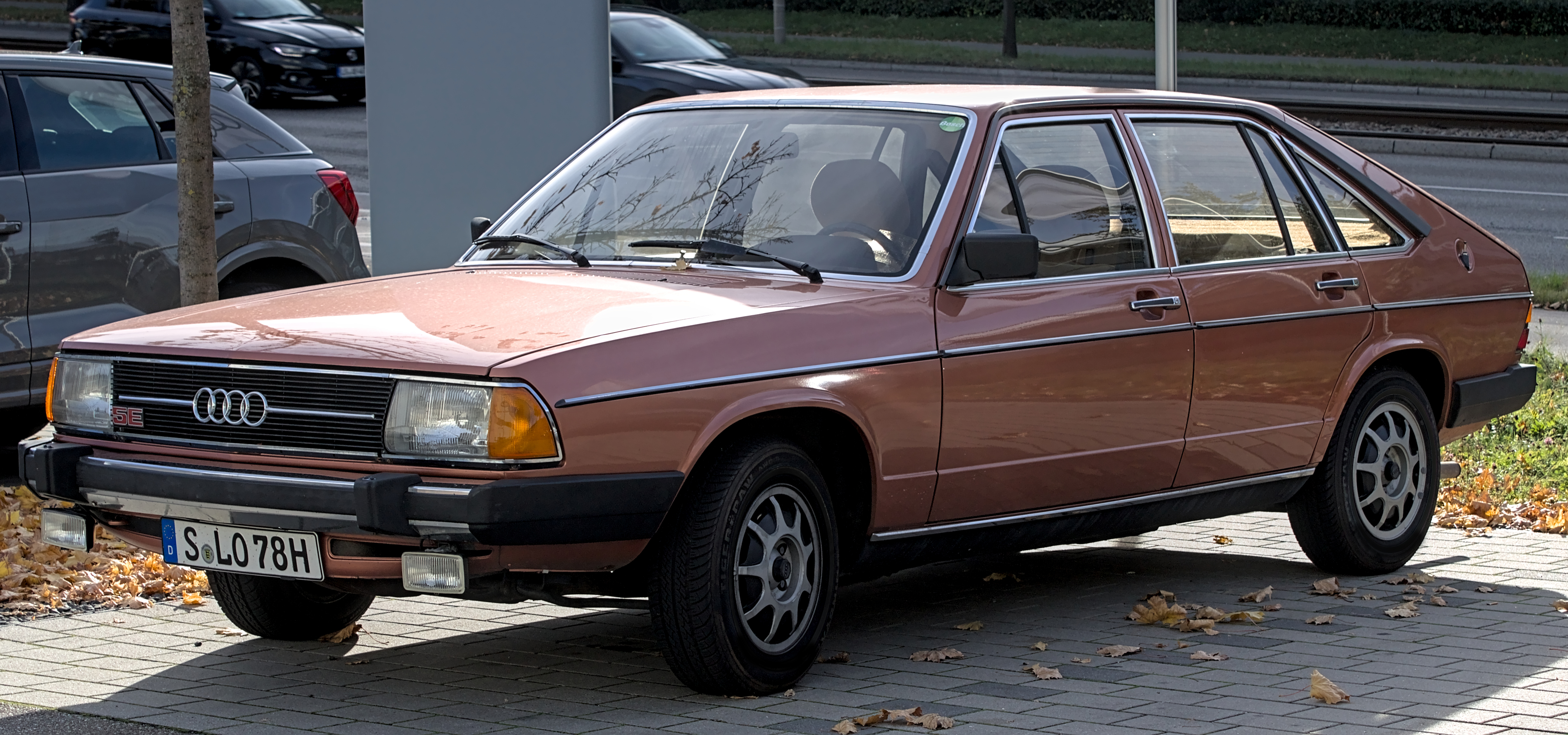
Audi 100 Avant (1977–1979)
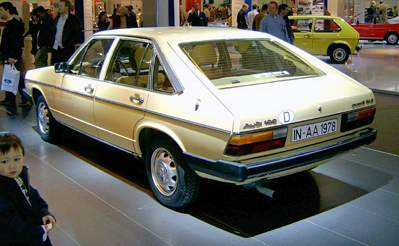
Vue arrière

### Technologie et innovation
Par rapport à sa prédécesseur, il y a eu des avancées en matière de sécurité passive : comme le principe de pliage autogène de Timochenko, les longerons avant absorbent l'énergie de l'impact.
À l'exception du quatre cylindres EA-827 (63 kW/85 ch) introduit dans l'Audi 80 en 1972, le véhicule, plus gros que sa prédécesseur, était équipé de nouveaux moteurs. En plus du plus gros quatre cylindres EA-831 (85 kW/115 ch), il y avait le premier cinq cylindres d'Audi, l'EA 828, à partir de début 1977. L'Audi 100 5E a fait sensation lors de sa présentation et, avec une cylindrée de 2,1 litres et une injection d'essence mécanique Bosch K-Jetronic, elle développait 100 kW/136 ch. Pour le Japon, cette machine était équipée d'un pot catalytique et étranglée.
Daimler-Benz avait déjà présenté un moteur diesel cinq cylindres (l'OM617) dans la Mercedes 240 D 3.0 (W115) en 1974. Le moteur a été développé début 1972 par Ferdinand Piëch, qui a dirigé pendant une courte période son propre bureau d'ingénierie à Stuttgart après avoir quitté Porsche.
L'idée de base derrière le moteur cinq cylindres de 2,1 litres acoustiquement distinctif était de créer un moteur qui combine la douceur d'un six cylindres avec l'économie d'un quatre cylindres.
En avril 1978, la version cinq cylindres avec carburateur, l'Audi 100 5S de 85 kW (115 ch), a remplacé le tout aussi puissant moteur quatre cylindres EA 831 de 2 litres. Le moteur (code WA) a également été utilisé dans le Volkswagen LT et l'AMC Gremlin.
En octobre 1978, l'Audi 100 5D est arrivée sur le marché avec un moteur diesel cinq cylindres de 51 kW (70 ch) et 2 litres basé sur le moteur essence. Dans la perspective de la présentation, un «voyage du monde» efficacement médiatique a été effectué. Lors de la traversée de différents continents, environ 30 000 km ont été parcourus pour prouver la fiabilité du premier modèle diesel d'Audi. Le modèle a ensuite été équipée d'un turbocompresseur à gaz d'échappement supplémentaire.
La version CD, richement équipée, est également sortie en 1978. Cette variante d'équipement particulièrement confortable n'était disponible que dans des tons métalliques, et les vitres électriques, les vitres teintées en verts, les jantes en alliage léger et la direction assistée étaient de série. À l'intérieur de la CD, il y avait plusieurs briquets et deux soi-disant "coussins de repos" à l'arrière.

### Prototypes Wankel
L'idée de proposer l'Audi 100 avec un moteur Wankel, qui aurait donné à la NSU Ro 80 une successeur dans la gamme Audi, a été abandonnée en 1977 après un test complet de flotte avec le nouveau moteur KKM 871 (moteur à piston rotatif) d'environ 180 ch. La rentabilité d'une telle motorisation était discutable. Compte tenu de la crise pétrolière, la consommation de carburant était trop élevée par rapport à des moteurs comparables à pistons alternatifs, mais il n'était techniquement pas possible de dériver une version diesel économique. Cela a laissé la Ro 80 sans successeur.

### Lifting
En août 1979, l'Audi 100 a été révisée, ce qui pouvait se voir avec les phares différents à clignotants blancs, les feux arrière élargis et l'intérieur révisé.
Fin 1979, la variante de luxe, l'Audi 200 C2, est arrivée sur le marché. Elle était basée sur l'Audi 100 CD et était disponible avec un moteur à injection de 100 kW (136 ch) (Audi 200 5E) et en version turbo avec 125 kW (170 ch) sous le nom d'Audi 200 5T. La 200 était la première incursion d'Audi dans la catégorie luxe.
Un nouveau cinq cylindres de 1,9 litre (Audi 100 5) était disponible en août 1980. Le plus petit cinq cylindres du programme (100 ch) a été fabriqué à seulement 11 635 unités au total (dont 615 Avant). En Italie, ce moteur était également proposé avec l'équipement CD, cette combinaison n'était normalement pas disponible, car il existe une taxe de luxe pour les véhicules d'une cylindrée supérieure à 2,0 litres. À l'été 1981, apparaissent les versions CS (avec becquet avant et jantes en alliage léger) et la version Formel E à économie d'énergie. À partir de novembre 1981, le moteur diesel pouvait être commandé avec un turbocompresseur à gaz d'échappement et 87 ch. Au Nigeria, l'Audi 100 a également été produite en petit nombre chez Volkswagen à partir de complete knock down.

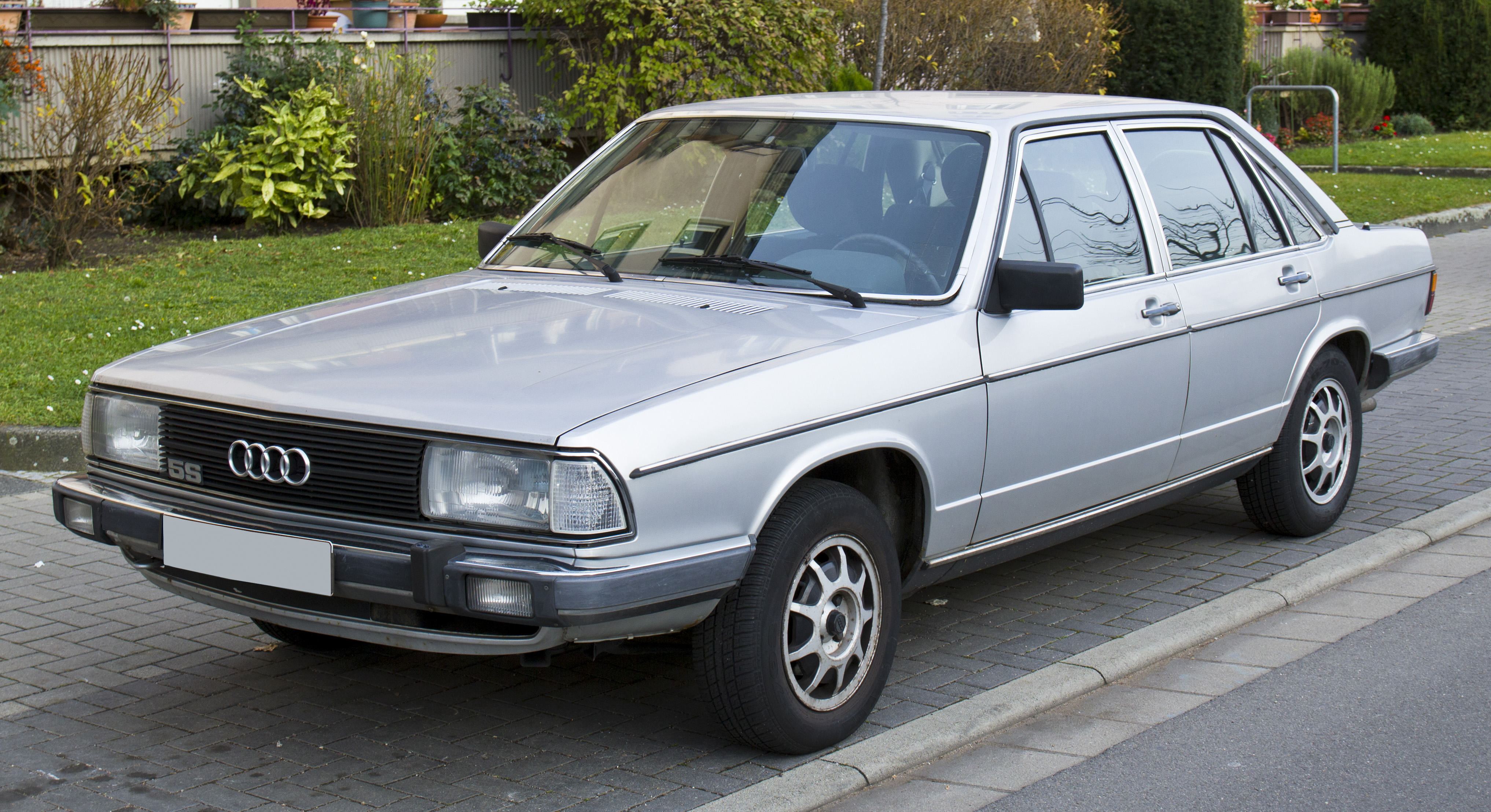
Audi 100 (1979–1982)
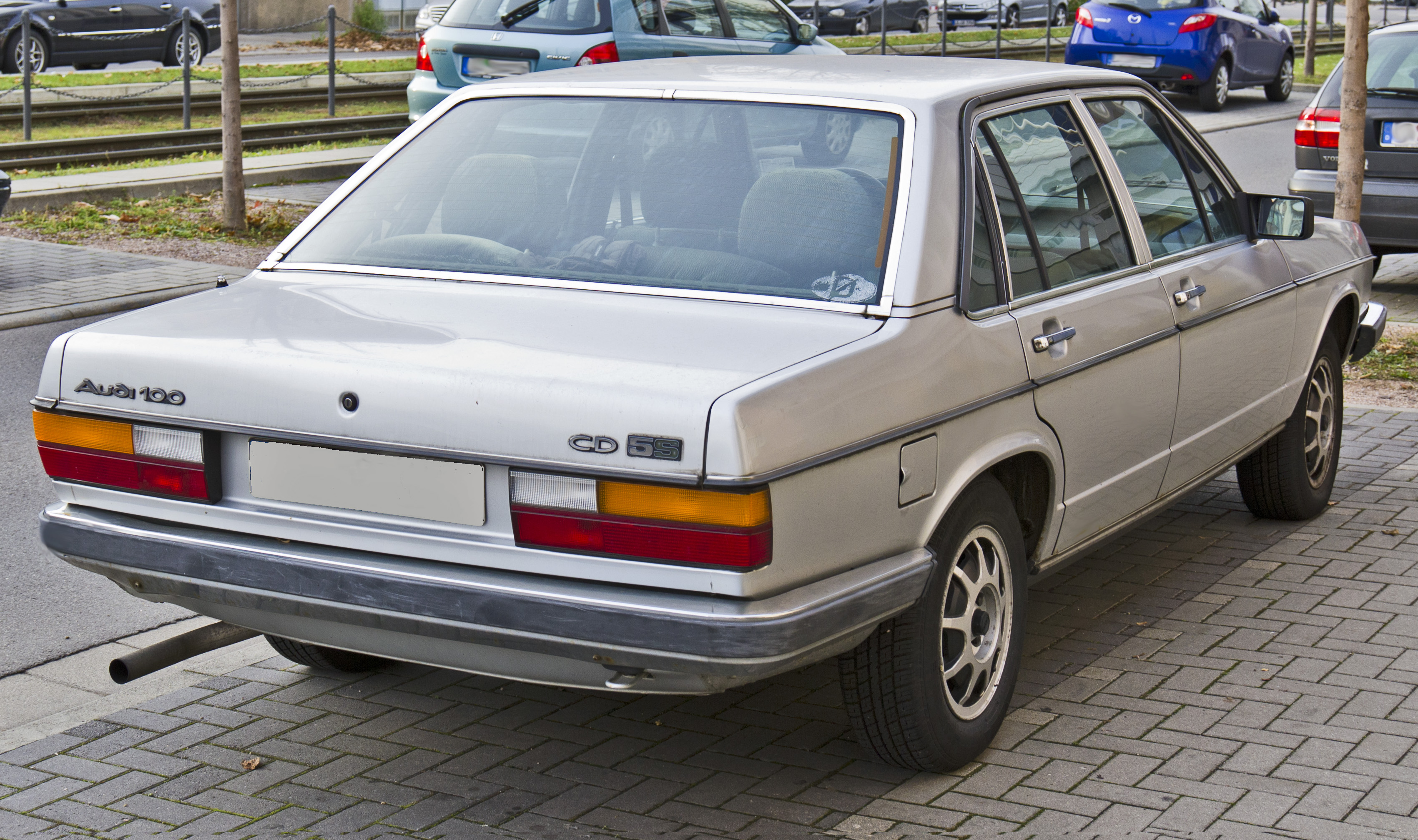
Audi 100 CD 5S, vue arrière
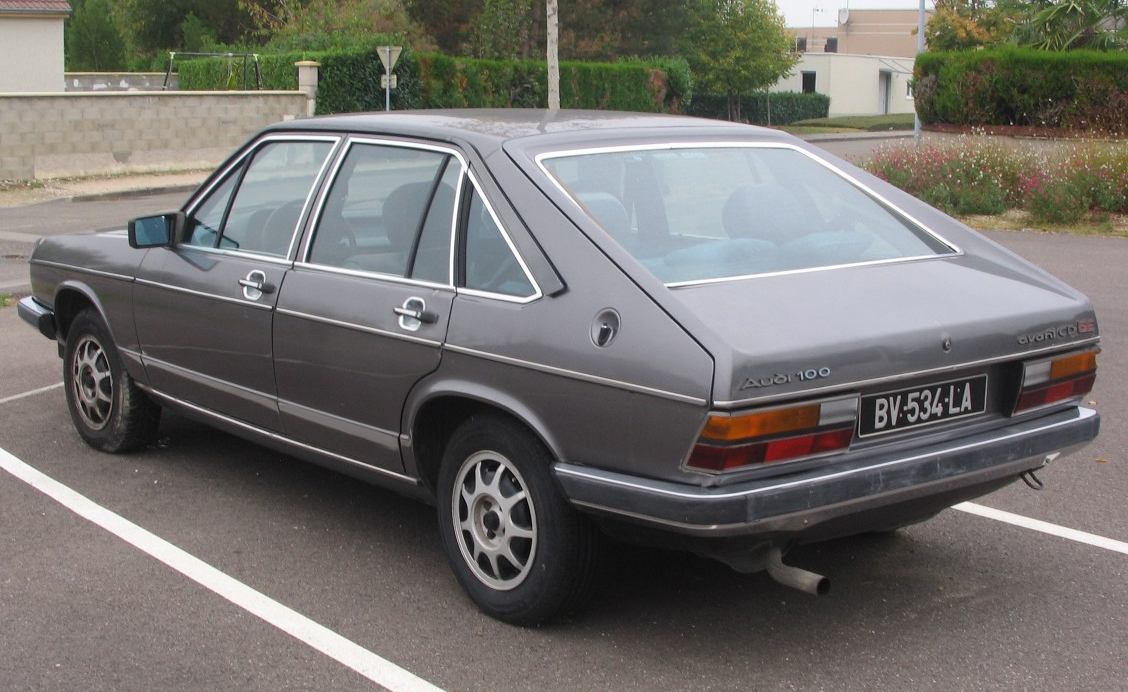
Audi 100 Avant CD 5E, vue arrière
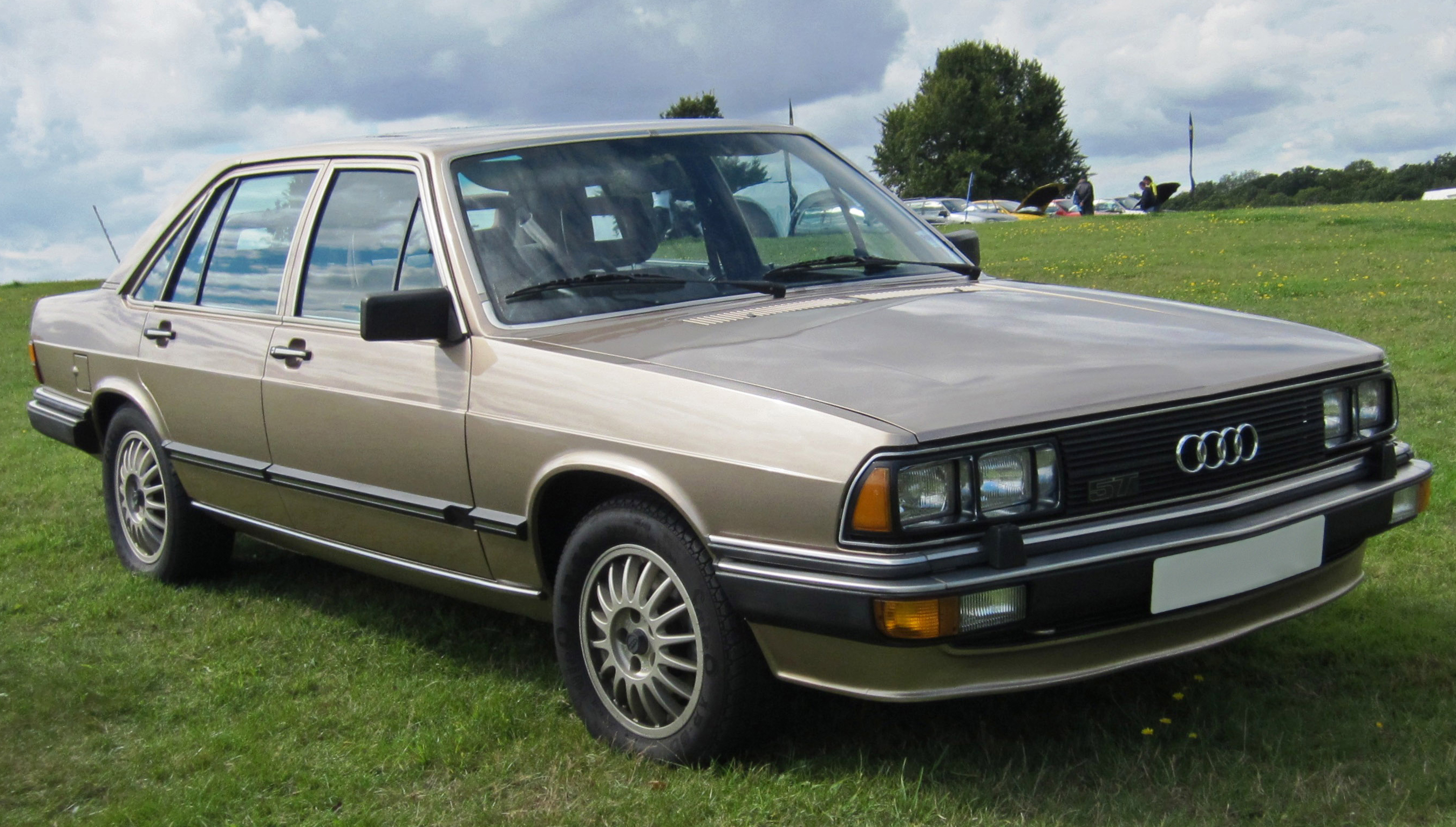
Audi 200 5T (1979–1982)
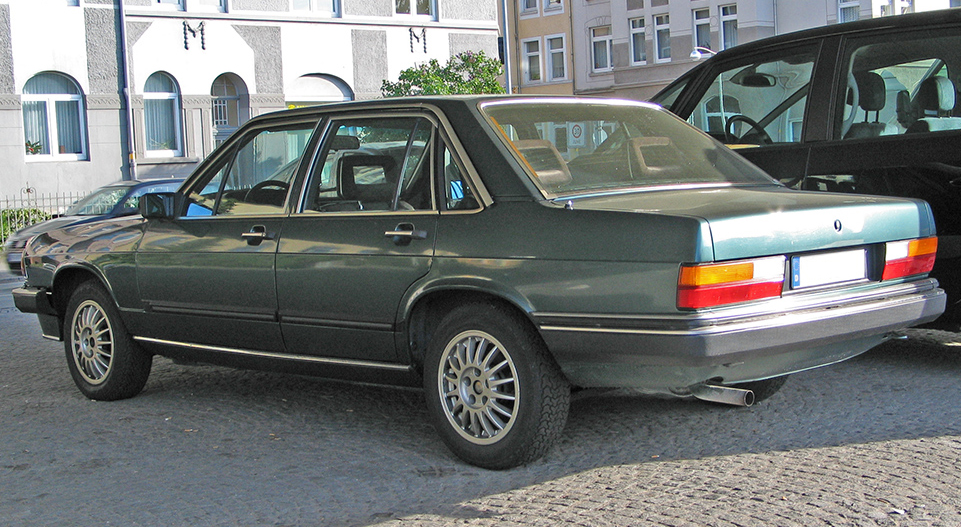
Audi 200, vue arrière (1979–1982)

En août 1982, la production de la C2 est arrêtée à Neckarsulm après 902 408 exemplaires. Aujourd'hui, ces véhicules sont devenus rares en raison de leur sensibilité à la rouille.
Au 1er janvier 2015, selon KBA, au moins 1 197 véhicules avec les numéros de code de type de cette gamme ont été enregistrés.
Sa successeur fut l'Audi 100 C3.

## Version américaine
Aux États-Unis, l'Audi 100 C2 a été proposée sous le nom d'Audi 5000 de 1978 à 1983. En général, ces modèles étaient mieux équipés, par exemple avec des sièges en cuir et la climatisation, qui étaient rarement installés en Europe.
De plus, la 5000 avait initialement des phares ronds. Début 1980, elle reçoit également les phares carrés de l'Audi 200.

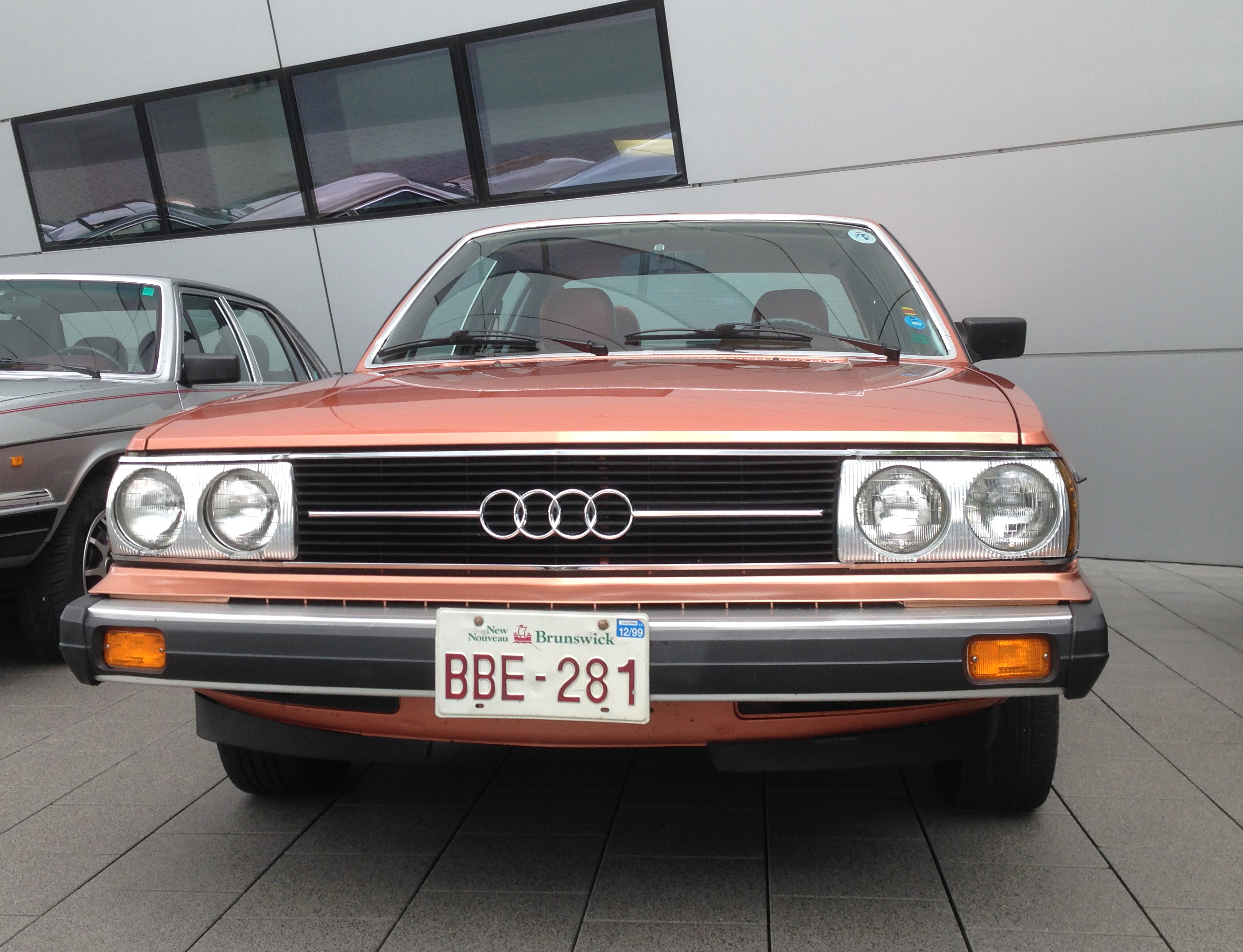
Audi 5000 (1978–1980)
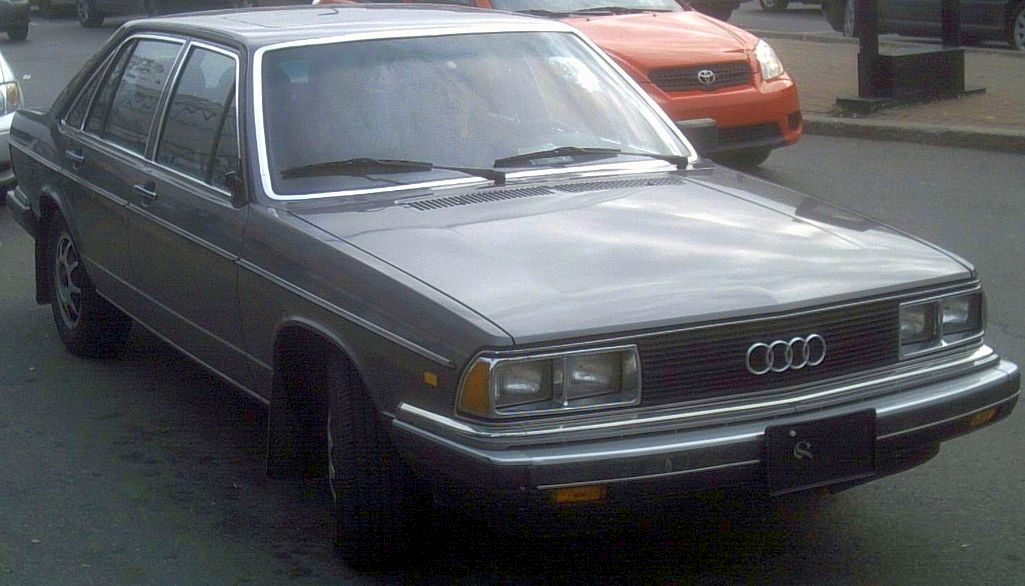
Audi 5000 (1980–1983)

## Équipements et variantes de moteurs

### Europe
- 1976-1977
  - Audi 100 : équipement de base (YV)* **
  - Audi 100 L : intérieur de haute qualité (YV)**
  - Audi 100 GL : meilleur équipement (YV)

- 1976-1978
  - Audi 100 S : équipement de base (WA)* **
  - Audi 100 LS : intérieur de haute qualité (WA)
  - Audi 100 GLS : meilleur équipement (WA)

- 1977-1978
  - Audi 100 : équipement de base (YV, WC)* **
  - Audi 100 L (5E) : intérieur de haute qualité (YV, WC)**
  - Audi 100 GL (5E) : meilleur équipement (YV, WC)

- 1978-1981
  - Audi 100 (5E, 5S) : équipement de base (YV, WC, WB)* **
  - Audi 100 L (5E, 5S, 5D) : intérieur de haute qualité (YV, WC, WB, CN)**
  - Audi 100 GL (5E, 5S, 5D) : meilleur équipement (YV, WC, WB, CN)
  - Audi 100 CD (5E, 5S, 5D) : équipement de luxe (WC, WB, CN)

- 1981-1982
  - Audi 100 C (5E, 5S, 5D, 5) : version économique (YV, WC, WB, CN, WH)* **
  - Audi 100 CL (5E, 5S, 5D, 5, Turbodiesel) : équipement de base (YV, WC, WB, CN, WH, DE)**
  - Audi 100 GL (5E, 5S, 5D, 5, Turbodiesel) : intérieur de haute qualité (YV, WC, WB, CN, WH, DE)
  - Audi 100 CD (5E, 5S, 5D, 5) : équipement de luxe (WC, WB, CN, WH)
  - Audi 100 CS (5E, 5S, 5D) : équipement sportif (YV, WC, WB, CN)*
  - Audi 100 Formel E : l'équipement correspond à une Audi 100 L ou CL avec consommation optimisée (YV)*
  - Audi 100 Formel E : l'équipement correspond à l'Audi 100 GL avec consommation optimisée (YV)*

(*) non disponible en tant qu'Avant
(**) également disponible avec deux portes

### Afrique du Sud
Fin 1977, l'assemblage en complete knock down de la Type 43 a commencé chez Volkswagen Afrique du Sud (exclusivement en tant que conduite à droite) à Uitenhage, en Afrique du Sud. Ces véhicules différaient des modèles fabriqués en Allemagne, en partie en raison de l'utilisation de pièces détachées de fournisseurs locaux, mais aussi en raison de la logique d'équipement et des noms de modèle différents. Elles ont été remplacées par l'Audi 500 à partir de fin 1983.
- 1977-1981
  - Audi 100 LS : équipement de base (YV)
  - Audi 100 GL (jusqu'en 1978) : intérieur de haute qualité (WA)
  - Audi 100 GL 5 (à partir de 1978) : meilleur équipement (WB)
  - Audi 100 GL 5D (seulement en 1979) : meilleur équipement (CN)
  - Audi 100 GLS 5E : meilleur équipement (WC)
  - Audi 100 GLX 5E : équipement de luxe (WC), correspond en apparence à l'Audi 100 CD

- 1981-1983 (lifting)
  - Audi 100 4 (YV)
  - Audi 100 5S (WB)
  - Audi 100 5E (WC)
  - Audi 100 5 (WH) (à partir de 1982)
  - Audi 100 5E (WC) (à partir de 1982) : correspond en apparence à l'Audi 100 CS

### Peinture extérieure
Au fil des ans, exactement 44 finitions de peinture ont été proposées pour l'Audi 100 C2 depuis son introduction à l'été 1976. En plus des peintures unies standard, il existait, en option, des finitions de peintures métallisées, ainsi que des couleurs dites spéciales (*) qui faisaient l'objet d'un supplément. La gamme de couleurs proposée était différente sur les marchés régionaux, de sorte que la gamme d'Europe continentale différait de celle du Royaume-Uni et des États-Unis. Schwarz Uni a toujours été disponible en Grande-Bretagne, mais seulement de 1976 à 1978 en Europe continentale.